# Выборы в регионах России (2012)

Карта региональных выборов в 2012 году.
Губернаторские
Парламентские

В 2012 году, согласно данным Центральной избирательной комиссии Российской Федерации, прошло 4294 выборов различного уровня, включая выборы президента Российской Федерации, выборы глав регионов, 1337 выборов глав муниципальных образований и 2914 выборов депутатов в законодательные собрания.

## Главы регионов
В 2012 году было запланировано возвращение выборов губернаторов.
14 октября прошли выборы губернаторов в пяти областях: Амурской, Белгородской, Брянской, Новгородской, Рязанской.

### Амурская область
Кандидаты:
- Абрамов, Иван Николаевич (ЛДПР)
- Жаровский, Дмитрий Сергеевич (Справедливая Россия)
- Кобызов, Роман Александрович (КПРФ)
- Кожемяко, Олег Николаевич, действующий губернатор (Единая Россия)

### Белгородская область
Кандидаты:
- Горькова, Ирина Петровна (ЛДПР)
- Запрягайло, Александр Митрофанович (Патриоты России)
- Кушнарев, Александр Ильич (Правое дело)
- Савченко, Евгений Степанович, действующий временный и. о. губернатора (Единая Россия)

### Брянская область
Кандидаты:
- Денин, Николай Васильевич, действующий губернатор (Единая Россия)
- Потомский, Вадим Владимирович (КПРФ)

### Новгородская область
Кандидаты:
- Захаров, Николай Иванович (Патриоты России)
- Митин, Сергей Герасимович, действующий временный и. о. губернатора (Единая Россия)
- Михайлов, Виктор Николаевич (ЛДПР)

### Рязанская область
Кандидаты:
- Ковалёв, Олег Иванович, действующий временный и. о. губернатора (Единая Россия)
- Перехватова, Александра Викторовна (Правое дело)
- Федоткин, Владимир Николаевич (КПРФ)
- Шерин, Александр Николаевич (ЛДПР)

## Законодательные собрания субъектов федерации
14 октября 2012 года прошли выборы депутатов законодательных (представительных) органов государственной власти в следующих субъектах федерации: Северная Осетия, Удмуртская Республика, Краснодарский край, Пензенская область, Саратовская область, Сахалинская область.

### Республика Северная Осетия-Алания
Партии, принявшие участие в выборах депутатов Парламента Республики Северная Осетия-Алания пятого созыва:
- Альянс зелёных — Народная партия
- Народная партия России
- Партия Социальных Сетей
- Социал-демократическая партия России
- Патриоты России
- Города России
- Демократическая партия России
- Коммунистическая партия социальной справедливости
- Союз Горожан
- Партия за справедливость
- Республиканская партия России
- Политическая партия социальной защиты
- Российская экологическая партия «Зелёные»
- Коммунистическая партия Российской Федерации
- Справедливая Россия
- Единая Россия
- Либерально-демократическая партия России
- Коммунисты России
- Народная партия «За женщин России»

### Удмуртская республика
Партии, принявшие участие в выборах депутатов Государственного Совета Удмуртской Республики пятого созыва:
- Российская экологическая партия «Зелёные»
- Демократическая партия России
- Альянс зелёных — Народная партия
- Справедливая Россия
- Единая Россия
- Города России
- Либерально-демократическая партия России
- Патриоты России
- Российская объединённая демократическая партия «Яблоко»
- Коммунистическая партия Российской Федерации
- Коммунисты России

### Краснодарский край
Партии, принявшие участие в выборах депутатов Законодательного Собрания Краснодарского края пятого созыва:
- Социал-демократическая партия России(снята с выборов)
- Народная партия «За женщин России»
- Коммунисты России
- Коммунистическая партия Российской Федерации
- Либерально-демократическая партия России
- Единая Россия
- Города России
- Демократическая партия России
- Коммунистическая партия социальной справедливости
- Патриоты России
- Партия свободных граждан
- Справедливая Россия
- Правое дело
- Партия Социальных Сетей (ВКонтакте)
- Партия за справедливость
- Российская экологическая партия «Зелёные»
- Яблоко — Объединённые демократы

### Пензенская область
Партии, принявшие участие в выборах депутатов Законодательного Собрания Пензенской области пятого созыва:
- Народная партия России
- Коммунистическая партия Российской Федерации
- Коммунисты России
- Единая Россия
- Либерально-демократическая партия России
- Российская объединённая демократическая партия «Яблоко»
- Демократическая партия России
- Российская экологическая партия «Зелёные»
- Партия пенсионеров России
- Правое дело
- Справедливая Россия

### Саратовская область
Партии, принявшие участие в выборах депутатов Саратовской областной Думы пятого созыва:
- Партия Социальных Сетей
- Либерально-демократическая партия России
- Демократическая партия России
- Коммунистическая партия социальной справедливости
- Российская экологическая партия «Зелёные»
- Республиканская партия России — Партия народной свободы
- Коммунисты России
- Коммунистическая партия Российской Федерации
- Единая Россия
- Справедливая Россия
- Города России
- Патриоты России
- Правое дело
- Яблоко — Объединённые демократы

### Сахалинская область
Партии, принявшие участие в выборах депутатов Сахалинской областной Думы шестого созыва:
- Демократическая партия России
- Коммунистическая партия социальной справедливости
- Союз Горожан
- Российская экологическая партия «Зелёные»
- Правое дело
- Партия за справедливость
- Коммунисты России
- Российская объединённая демократическая партия «Яблоко»
- Коммунистическая партия Российской Федерации
- Либерально-демократическая партия России
- Единая Россия
- Справедливая Россия
- Патриоты России

## Органы местного самоуправления

### 4 марта

#### Республика Алтай
- Выборы мэра города Горно-Алтайска[14]

#### Республика Саха (Якутия)
- Выборы главы городского округа «Город Якутск»[15]

#### Архангельская область
- Выборы главы муниципального образования «Город Архангельск» — мэра города Архангельска[16]

#### Астраханская область
- Досрочные выборы главы муниципального образования «Город Астрахань»[17]

Выбирался мэр города Астрахани. Явка составила 53,95 % от списочного состава избирателей.
| Партия | Кандидат                        | Подано голосов | Доля голосов |
| ------ | ------------------------------- | -------------- | ------------ |
| ЕР     | Столяров Михаил Николаевич      | 124 763        | 60,00 %      |
| СР     | Шеин Олег Васильевич            | 62 299         | 29,96 %      |
| КПРФ   | Викторов Геннадий Иванович      | 8 884          | 4,27 %       |
| ЛДПР   | Старовойтов Александр Сергеевич | 5 102          | 2,45 %       |
| —      | Лебедев Данила Александрович    | 3 218          | 1,55 %       |
|        | Недействительных бюллетеней     | 3 656          | 1,77 %       |

Досрочные выборы мэра Астрахани были назначены в связи с прекращением полномочий Сергея Боженова. Выборы мэра Астрахани проводились 4 марта 2012 года одновременно с выборами Президента России, в связи с чем процесс подсчёта голосов записывался на видеокамеры, установленные в помещения для голосования. По официальным результатам подсчёта голосов избрирателей было объявлено о том, что представитель партии Единая Россия Михаил Столяров получил около 60 процентов голосов и избран на должность мэра, а представитель партии Справедливая Россия Олег Шеин получил около 30 процентов голосов.
Олег Шеин не признал результаты выборов и заявил о многочисленных нарушениях при подсчёте голосов, зафиксированных наблюдателями. Кроме того, Шеин отметил что на большинстве участков, оборудованных комплексами обработки избирательных бюллетеней (КОИБ), а также по данным экзит-полов он опередил Столярова. Для того, чтобы добиться отмены результатов выборов, Шеину следовало обратиться в суд и доказать нарушения более чем на 51 избирательном участке, однако по его мнению обращение в суд не имело перспективы без записей с видеокамер. Результаты предыдущих выборов в 2009 году, в которых Шеин тоже принимал участие, были, по его мнению, также сфальсифицированы, однако обращение в суд не привело к результату. Помимо фальсификации результатов выборов Шеин заявлял о высокой криминализированности города и должностных лиц городской администрации.
16 марта бывший кандидат на пост мэра Астрахани Олег Шеин и группа его сторонников объявили бессрочную голодовку с требованием о проведении повторных выборов; штаб голодающих расположился в общественной приёмной на Советской улице.

#### Москва
Выборы в 125 муниципальных собраний города Москвы.

#### Ярославская область
- Выборы мэра города Ярославля

Выбирался мэр города Ярославля. Явка составила 63,43 % от списочного состава избирателей. По результатам голосования объявлен второй тур.
| Партия | Кандидат                       | Подано голосов | Доля голосов |
| ------ | ------------------------------ | -------------- | ------------ |
| —      | Урлашов Евгений Робертович     | 121 194        | 40,25 %      |
| —      | Якушев Яков Семенович          | 81 673         | 27,12 %      |
| СР     | Блатов Вячеслав Юрьевич        | 71 423         | 23,72 %      |
| ЛДПР   | Молодцов Алексей Александрович | 15 185         | 5,04 %       |
|        | Недействительных бюллетеней    | 11 635         | 3,87 %       |

#### Ненецкий автономный округ
- Выборы главы муниципального образования "Городской округ «Город Нарьян-Мар»[19]

### 1 апреля

#### Ярославская область
- Повторное голосование на выборах мэра города Ярославля

Выбирался мэр города Ярославля. Явка составила 63,43 % от списочного состава избирателей. По результатам голосования победил Евгений Урлашов.
| Партия | Кандидат                    | Подано голосов | Доля голосов |
| ------ | --------------------------- | -------------- | ------------ |
| —      | Урлашов Евгений Робертович  | 149 753        | 69,65 %      |
| —      | Якушев Яков Семенович       | 59 716         | 27,78 %      |
|        | Недействительных бюллетеней | 5 530          | 2,57 %       |

### 10 июня

#### Красноярский край
- Досрочные выборы Главы города Красноярска

Выбирался глава города Красноярска. Явка составила 21,25 % от списочного состава избирателей. По результатам голосования победил Эдхам Акбулатов.
| Партия | Кандидат                         | Подано голосов | Доля голосов % |
| ------ | -------------------------------- | -------------- | -------------- |
| ЕР     | Акбулатов Эдхам Шукриевич        | 106 346        | 69,47 %        |
| —      | Подкорытов Алексей Викторович    | 18 435         | 12,03 %        |
| СР     | Коропачинский Александр Игоревич | 17 369         | 11,33 %        |
| КПРФ   | Осколков Михаил Анатольевич      | 6 519          | 4,25 %         |
| —      | Мещеряков Алексей Николаевич     | 954            | 0,62 %         |
| —      | Коврова Нина Борисовна           | 883            | 0,58 %         |
| —      | Иваныч Максим Сергеевич          | 694            | 0,45 %         |
|        | Недействительных бюллетеней      | 2 098          | 1,37 %         |

### 17 июня

#### Омская область
- Досрочные выборы Мэра города Омска

С 13 по 16 апреля в Омске в рамках общественной инициативы «Гражданин мэр» прошло предварительное голосование (праймериз) для определения единого общегражданского кандидата на предстоящих выборах мэра Омска, на котором победил Илья Варламов.
Список участников праймериз
|    | Участник                        | Сфера деятельности                                                                                             |
| -- | ------------------------------- | --- |
| 1  | Басов, Игорь Геннадьевич        | председатель Омского общественного городского совета, лидер региональных организаций ПАРНАС и РНДС             |
| 2  | Варламов, Илья Александрович    | архитектор, руководитель агентства iCube, блогер zyalt, фотограф, основатель «Ридуса» и «Страны без глупостей» |
| 3  | Звеньгов, Сергей Викторович     | предприниматель, руководитель агентства недвижимости «Авантаж»                                                 |
| 4  | Иноземцев, Владислав Леонидович | руководитель АНО «Центр исследований постиндустриального общества», экономист, политолог                       |
| 5  | Костарев, Сергей Владимирович   | профессор омских университетов, эколог, организатор акций «За честные выборы» и «Против кремниевых заводов»    |
| 6  | Кручинский, Павел Николаевич    | президент Омского областного союза предпринимателей                                                            |
| 7  | Кузнецов, Валентин Николаевич   | председатель Омского комитета по правам человека, правозащитник, пенсионер                                     |
| 8  | Макушин, Леонид Алексеевич      | председатель «Союза ветеранов и ветеранских организаций города Омска», Кавалер ордена Красной Звезды           |
| 9  | Свешникова, Елена Ивановна      | экономист, гражданский активист, правозащитник в сфере ЖКХ                                                     |
| 10 | Фёдоров, Игорь Владимирович     | преподаватель, журналист, блогер omchanin, активист проекта "Гражданский план «Омск-300»                       |

Выбирался мэр города Омска. Явка составила 17,32 % от списочного состава избирателей. По результатам голосования победил Вячеслав Двораковский.
| Партия | Кандидат                    | Подано голосов | Доля голосов |
| ------ | --------------------------- | -------------- | ------------ |
| ЕР     | Вячеслав Двораковский       | 77 815         | 49,35 %      |
| КПРФ   | Виктор Жарков               | 45 690         | 28,97 %      |
| СР     | Ирина Оверина               | 10 088         | 6,40 %       |
| Яблоко | Александр Коротков          | 6 670          | 4,23 %       |
| —      | Сергей Масленков            | 6 030          | 3,82 %       |
| —      | Игорь Антропенко            | 4 645          | 2,95 %       |
| ЛДПР   | Ян Зелинский                | 4 336          | 2,75 %       |
|        | Недействительных бюллетеней | 2 415          | 1,53 %       |